# Plunjaran
Plunjaran is een bestuurslaag in het regentschap Wonosobo van de provincie Midden-Java, Indonesië. Plunjaran telt 1962 inwoners (volkstelling 2010).